# Illertstraße 2

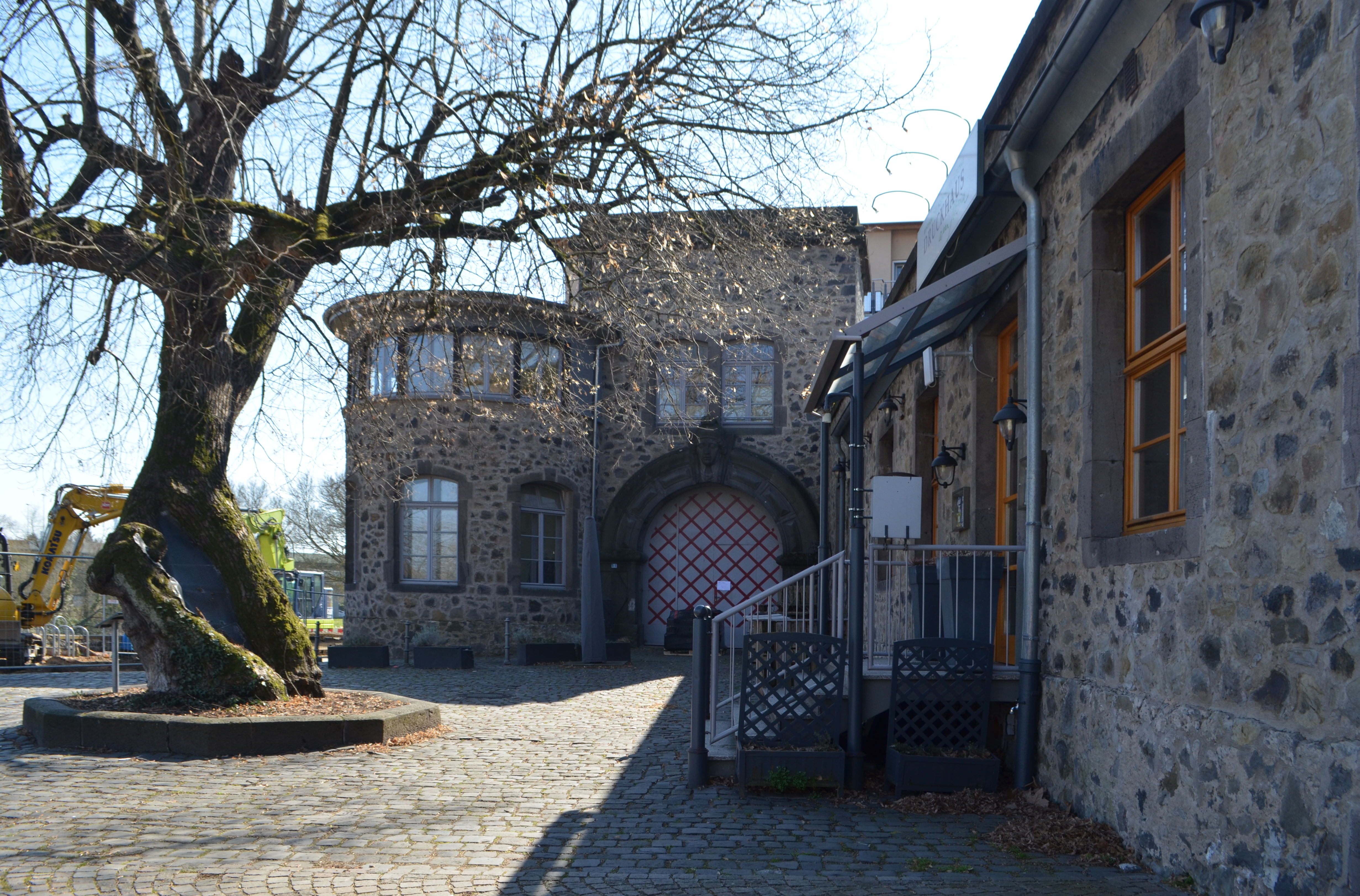
Das Torhaus der ehemals am Mainufer angesiedelten Graphischen Betriebe Illert; davor die „Gerichtslinde“

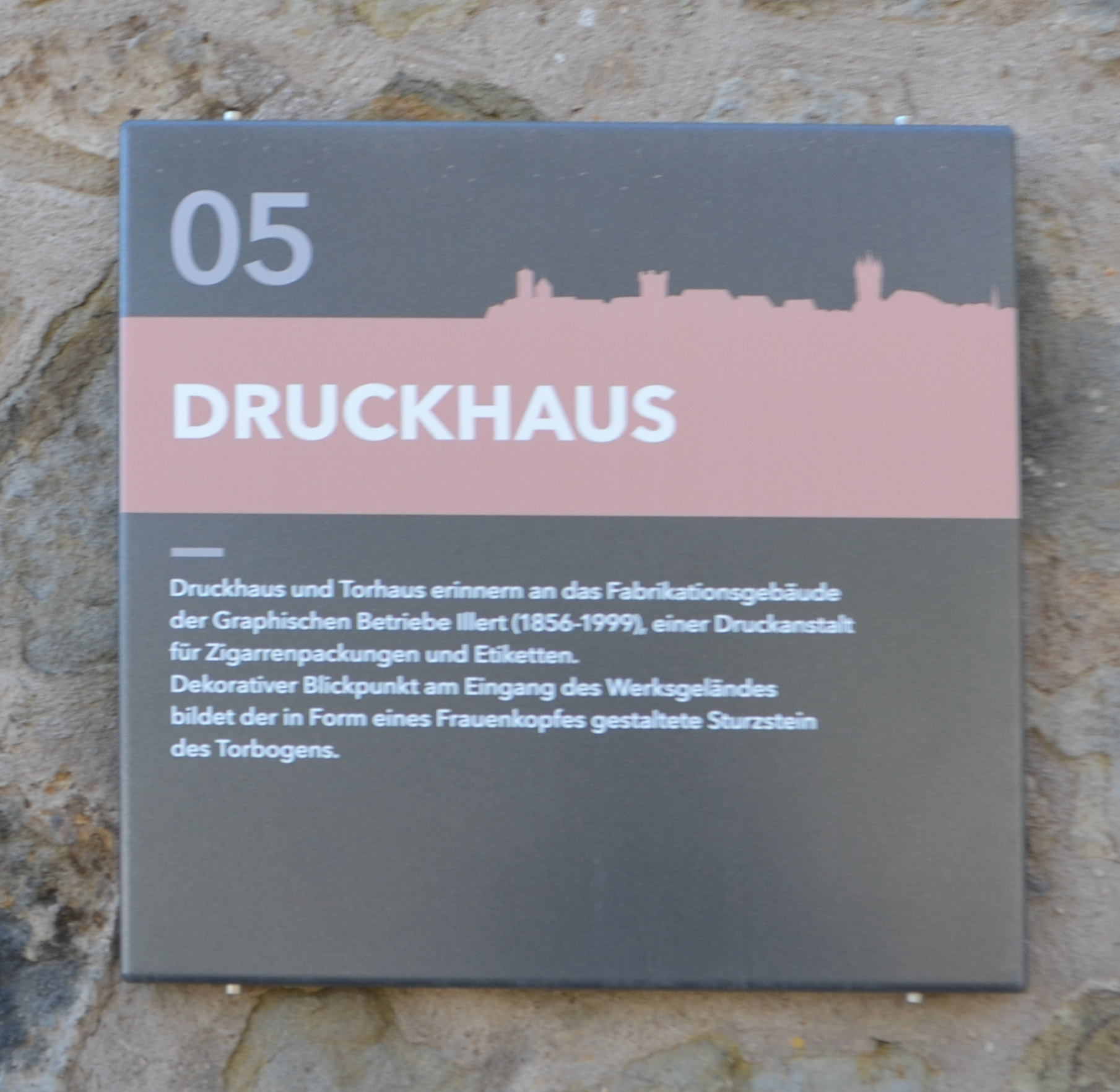
Informationstafel 5 der Stadt Hanau mit Kurzinfos zum ehemaligen Druckhaus und zum Torhaus

Das Gebäude Illertstraße 2 in Hanau im Stadtteil Steinheim ist das erhaltene Torhaus als Eingang zu den in jüngerer Zeit größtenteils niedergelegten Fabrikanlagen der Druckerei Illert und Ewald. Das auch als Torhaus der Graphischen Betriebe Illert bezeichnete Kulturdenkmal des Landes Hessen bildete den am Mainufer gelegenen Zugang auf das ehemalige Werksgelände und wurde im Stil der Neurenaissance errichtet.
Eine Besonderheit des Baudenkmals mit seinen Bruchstein-Fassaden und den Fenstergewänden aus Sandstein bildet die profilierte und diamantierte Archivolte des Torbogens, dessen Sturzstein in Form eines Frauenkopfes gestaltet wurde.
Das angrenzende sogenannte „Druckhaus“ in der ehemaligen Werkhalle diente vor allem in den 1980er Jahren als überregional bekanntes Club-Haus für Live-Konzerte. Nach vorübergehender Nutzung als „American Sportsbar“ wurde es zu einer Gastronomie umfunktioniert.
Unmittelbar vor dem Torhaus steht die als Naturdenkmal ausgewiesene „Gerichtslinde“.